# Daniel Adair
Pour les articles homonymes, voir Adair.
Daniel Patrick Adair (né le 19 février 1975 à Vancouver au Canada) est le batteur du groupe de rock canadien Nickelback.

## Biographie
Daniel a commencé à jouer sur une Ludwig 1967 qui appartenait à son père, lui-même batteur. Il  n'avait que 13 ans et essaya d'apprivoiser cet instrument. En écoutant l'album de Rush Hemispheres qui appartenait à sa sœur, sa passion pour la batterie augmenta et il n'avait de cesse d'en jouer.
Il prit pour modèle John Bonham, Neil Peart, Tim Alexander, Lars Ulrich, et beaucoup d'autres.
Dan travailla dans un magasin de musique ce qui lui permit de rencontrer beaucoup de personnes intéressantes avec qui il put jouer et perfectionner sa technique.
Il apprit également à jouer de la basse qui l'aida beaucoup dans sa musicalité.
Ainsi, il commença à jouer avec des bandes locales dans des clubs ou des festivals. Il acquit ainsi de l'expérience et apprit également à chanter tout en jouant.
À la suite de cela, il rencontra le guitariste David Martone pour qui il jouera pendant de nombreuses années. Ils enregistreront Shut Up N' Listen, Zone, A Demon's Dream et le DVD Martone Live. Martone aura été une des plus importantes influences pour lui. Daniel n'étant pas le genre de personne capable de rester à ne rien faire, il commença à enseigner son art tout en jouant avec plusieurs groupes et en travaillant dans son magasin de musique. Il joua également avec le groupe Suspect.
Entre 2002 et 2004, il joua pour le groupe 3 Doors Down et parcourut le monde, apparut dans divers shows télévisés et enregistra l'album Another 700 Miles ainsi que Seventeen Days. On le retrouve également sur le DVD Live Away From The Sun. Il participera également à l’élaboration du titre Santa Monica de l'album Gasoline de Theory of a Deadman.
Daniel quitta les 3 Doors Down pour rejoindre Nickelback en 2005 et remplaça Ryan Vikedal en tant que batteur. Son arrivée dans le groupe aura apporté un jeu plus dynamique que le public appréciera à sa juste valeur avec des solos de batterie pendant les concerts.

## Vie privée
Daniel est marié depuis 2007 à une jeune femme du nom de Brittany. Ils ont eu un fils, Caleb, en décembre 2009 et, en février 2012, une petite fille du nom de Shae.

## Son matériel
Batterie : DW
- 10X8 Tom
- 12X9 Tom
- 16X14 Tom
- 22X18 grosse caisse
- 14X6 Caisse claire
- 12X5 Caisse claire

Cymbales : Sabian
- HHX Groove Ride 21"
- HHX Evolution Splash 10"
- HHX Groove Hats 14"
- AAX X-Plosion Crash 18"
- 12" SABIAN Prototype Hi-Hat
- HHX X-Plosion Crash 18"
- Paragon Chinese 19"

Sticks : Regal Tip
Peaux : Remo
Après 5 ans de contrat avec PEARL, il vient d'annoncer un nouveau partenariat avec la marque DW.

## Autres
Il aime la bière, les animaux.
Il a chez lui un grand nombre d'animaux (chiens, chats, lézards...) 
Il a de nombreux tatouages (à chaque bras et à la jambe droite) et un piercing à l'arcade sourcilière gauche.